# Herbert Scheibner

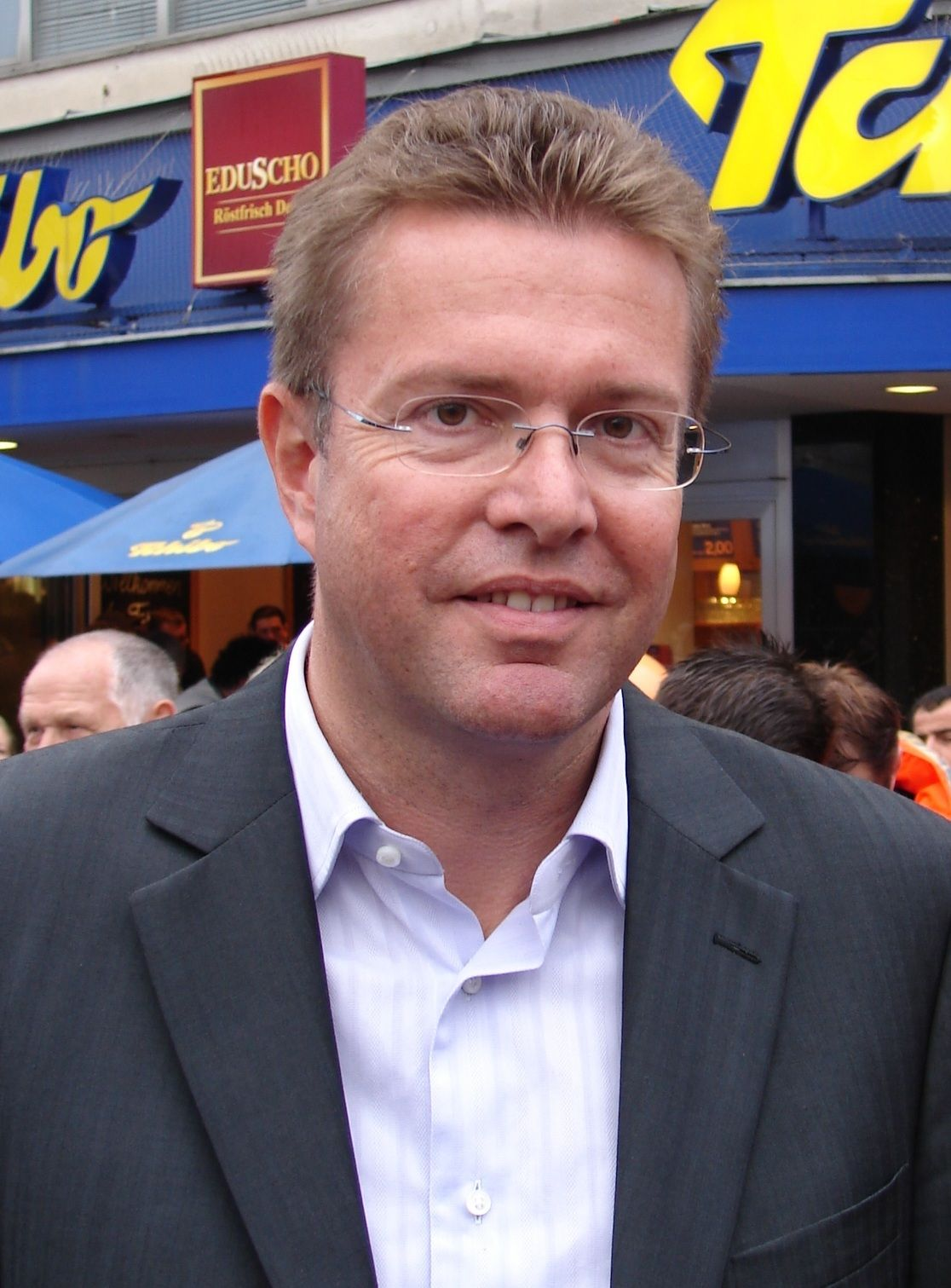
Herbert Scheibner (September 2006)

Herbert Scheibner (* 23. April 1963 in Wien) ist ein österreichischer Politiker (BZÖ, vormals FPÖ).

## Leben

### Herkunft
Scheibner besuchte ein Naturwissenschaftliches Realgymnasium und leistete Präsenzdienst beim Bundesheer; er ist Stabswachtmeister der Miliz beim Jägerbataillon Wien 2. Er studierte Betriebswirtschaftslehre an der Wirtschaftsuniversität Wien und Rechtswissenschaft an der Universität Wien. Danach war er im Banken- und Versicherungssektor tätig.

### Politische Karriere
1988/99 war er Schulungsreferent und Büroleiter im Generalsekretariat der FPÖ. Von 1989 bis 1993 war er Bundesobmann des Ringes Freiheitlicher Jugend (RFJ). Von 1992 bis 1995 fungierte er als Generalsekretär der FPÖ. Von 1994 bis 1999 war er Geschäftsführer der Freiheitlichen Akademie. Danach gehörte er bis 2005 dem Bundesparteivorstand der FPÖ an.
Als Nachfolger von Ewald Stadler wurde er zu Beginn des Jahres 1999 Klubobmann der FPÖ im Nationalrat und übte dieses Amt zunächst auch zu Beginn der nachfolgenden Gesetzgebungsperiode aus. Mit Angelobung der schwarz-blauen Koalition am 4. Februar 2000 wurde er Verteidigungsminister im Kabinett Schüssel I. Da das Amt des Verteidigungsministers im Kabinett Schüssel II an die ÖVP fiel, war Scheibner ab Februar 2003 wieder als Klubobmann der FPÖ tätig. Als im April 2005 die Abspaltung des Bündnis Zukunft Österreich (BZÖ) von der FPÖ erfolgte, stand er bis zur Nationalratswahl 2006 dem „Freiheitlichen Parlamentsklub“ vor, in der die Mehrzahl aus Abgeordneten bestand, die wie Scheibner von der FPÖ zum BZÖ übergetreten sind. Er war außerdem stellvertretender Klubobmann des Parlamentsklubs (Fraktion) des BZÖ.
Von 1995 bis 2000 war er Mitglied der österreichischen Delegation zur Parlamentarischen Versammlung des Europarates. Außerdem war er Delegierter der Parlamentarischen Versammlung der Westeuropäischen Union und zur Nordatlantischen Versammlung.
Nach dem Rücktritt des designierten Parteichefs Stefan Petzner am 19. November 2008 nahm er interimistisch die Geschäfte des geschäftsführenden Parteichefs auf.
Am 14. September 2011 beantragte die Staatsanwaltschaft Wien die Aufhebung der Immunität des Nationalratsabgeordneten, nachdem eine Bank aus dem Umfeld des Raiffeisen-Konzerns den Verdacht auf Geldwäsche erhoben hat. Auf die Scheibner gehörenden Bankkonten sollen von diversen rüstungsnahen Firmen Beträge in Höhe von mindestens 400.000 Euro geflossen sein. Am 21. September hob der Nationalrat die politische Immunität Scheibners auf.
Einer Auskunft beim Landesgericht Wien und der Staatsanwaltschaft von November 2012 zufolge liegt „weder ein Strafantrag noch eine Anklage vor“.

### Nach der Politik
Seit 2008 ist Scheibner Vizepräsident der überparteilichen Österreichischen Gesellschaft für Außenpolitik und die Vereinten Nationen (ÖGAVN). Auch ist er Präsident der Österreichisch-Syrischen Gesellschaft.
2019 reiste er mit Karl Schramek, dem früheren österreichischen Botschafter in Syrien, nach Damaskus, um Vertreter des Assad-Regimes zu treffen. Darunter befanden sich Hussein Makhlouf, ein Cousin von Rami Makhlouf, der syrische Premierminister Hussein Arnous, der damalige Vize-Außenminister Faisal al-Miqdad und weitere sanktionierte Mitglieder des Regimes. Thema des Gesprächs zwischen Scheibner und al-Miqdad waren die Beziehungen zwischen Syrien und den VAE. Auf Wunsch Syriens soll Scheibner diese intensivieren.
Scheibner ist auch Präsident eines Thinkthanks namens Europäisches Institut für Terrorismusbekämpfung und Konfliktprävention (EICTP), das Partnerschaften zu Organisationen in den VAE pflegt. In dieser Eigenschaft besuchte er auch die iranische Botschaft in Wien.

## Privat
Scheibner ist verheiratet und hat zwei eheliche Kinder. Er ist seit 2007 mit dem tschechischen Model Iveta Portelová liiert und seit 11. März 2011 Vater eines weiteren Kindes.

## Auszeichnungen
- 1999: Großes Goldenes Ehrenzeichen für Verdienste um die Republik Österreich[11]
- 2002: Großkreuz des Verdienstordens der Italienischen Republik
- 2002: Großes Ehrenzeichen des Deutschmeisterbundes
- 2005: Großes Goldenes Ehrenzeichen am Bande für Verdienste um die Republik Österreich[11]
- 2010: Dr. Jörg Haider Medaille der Jörg Haider Gesellschaft[12]
- jordanischer Orden des Sternes